# Hemorràgia intraventricular
L'hemorràgia intraventricular (HIV) és un sagnat al sistema ventricular del cervell, on es produeix el líquid cefalorraquidi i que circula cap a l'espai subaracnoidal. Pot resultar d'un trauma físic o d'un ictus hemorràgic.
El 30% de les hemorràgies intraventriculars (HIV) són primàries, confinades al sistema ventricular i causades típicament per traumes intraventriculars, aneurisma, malformacions vasculars o tumors, particularment del plexe coroidal. Tanmateix, el 70% de la HIV és de naturalesa secundària, resultant d'una expansió d'una hemorràgia parenquimàtica o subaracnoidal existent. S'ha trobat que l'hemorràgia intraventricular es produeix en un 35% de les lesions cerebrals traumàtiques de moderades a greus. Per tant, l'hemorràgia no sol produir-se sense danys associats extensos, de manera que el resultat poques vegades és bo.